# SN 1991ab
SN 1991ab – supernowa typu Ia odkryta 8 maja 1991 roku w galaktyce LEDA0086449. W momencie odkrycia miała maksymalną jasność 19,50m.